# Живая система
Живая система — единство, состоящее из самоорганизующихся, самовоспроизводящихся элементов, активно взаимодействующих с окружающей средой, имеющее специфические признаки, присущие живым существам.
В науке существует мнение, что система, состоящая из живых людей, как например экономическая или социальная, обладает рядом качеств, делающих её подобной живому организму. Это живое создание со своими клетками, обменом веществ и нервной системой. В ней различные общественные институты играют роль органов, каждый из которых выполняет свою особую функцию в поддержании жизнедеятельности организма. К примеру, армия действует аналогично иммунной системе, защищая организм от вторжений извне, тогда как правительство работает подобно мозгу, принимая решения и управляя. Эта мысль была впервые озвучена ещё в античности греческим философом Аристотелем.
В своём развитии наука отошла от механистического взгляда на организмы. В изучении живых систем учёных привлекает многообразие процессов, с помощью которых система адаптируется к постоянно изменяющейся внешней среде. Множество идей и методов, объединённых в области «теории сложности», привели к осознанию организмов как самоорганизующихся адаптивных систем. Процессы в таких системах децентрализованы, неопределённы и постоянно изменяются. Сложное адаптивное поведение таких систем возникает в процессе взаимодействия между отдельными автономными компонентами. Модели, в которых управление подчинено отдельному блоку, были признаны недостаточно соответствующими действительности для большинства реальных систем.

## Исследования в области живых систем
Над проблемой исследования живых систем работали множество учёных. Ниже приведены основные теории, описывающие функционирование и поведения таких систем.

### Общая теория живых систем
Вышеуказанные предпосылки привели к тому, что для систематизации существующих знаний в области систем, подобных живому организму, в 1978 г. была сформулирована общая теория живых систем. Термин «живые системы» был предложен Джеймсом Гриером Миллером в 1960 г. для обозначения открытых самоорганизующихся систем, которые взаимодействуют с окружающей средой и имеют специфические признаки, присущие живым существам.

### Автопоэзийная теория
Развитием науки о живых системах явилась концепция автопоэзиса. Впервые идея автопоэзиса была разработана двумя нейробиологами Умберто Матурана и Франциско Варела с целью описания феномена жизни, как явления, свойственного открытым, самоподдерживающимся и самовозобновляющимся системам. В начале 1970-х У. Матурана и Ф. Варела написали несколько работ посвящённых теории автопоэзиса. Практически в это же время в 1979 году Варела публикует работу, озаглавленную «Principles of Biological Autonomy» (Принципы биологической автономности), которая расширила кругозор и глубину его ранних работ. Эти книги являются ключевой теоретической литературой в этой области.
Они характеризуют живые образования следующим образом: «жизнь — это автопоэзис». Генезис этого термина основан на двух греческих словах: auto (αυτό) -сам- и poiesis (ποίησις) — создание, производство.

### Социальная теория Никласа Лумана
Многие учёные пытались применить положения общей теории живых систем на конкретные задачи, например, для изучения направления управления изменениями в социальные системах. Одним из наиболее ярких исследователей функционирования живых систем в обществе является немецкий социолог Никлас Луман (1927—1998), изучавший общество в разрезе живой системы. В своей работе он опирался на труды основателя теории живых систем Миллера, а также разработчиков автопоэзийной теории Ф. Варелы и У. Матураны.

### Другие исследования
Кроме вышеперечисленных исследованием живых систем в организациях занимались: Желены М., Хейлиген Ф., и др.

## Живые системы

### В биологии
Экспертная группа «Живые системы» при Министерстве образования и науки Российской Федерации отвечает за формирование исследований в области «Наук о жизни».

### В медицине
Живые системы активно исследуются в медицине. В Нижнем Новгороде в 2012 г. открылся НИИ «Институт живых систем». Основные задачи, стоящие перед НИИ:
- исследование физических процессов активности мозга;
- развитие методов и инструментов для оптического биоимиджинга в экспериментальной онкологии;
- исследования в области биологии развития и регенеративной медицины.

### В экологии
В экологии рассматривают экологические системы в качестве совокупности живых систем и условий окружающей их среды.
В 2006 г. в ЯрГУ открыт Научно-образовательный центр «Живые системы» с целью внедрения инновационных образовательных программ и проведения фундаментальных и прикладных исследований в области общей биологии, генетики, морфологии, физиологии и экологии живых систем, а также мониторинга и прогнозирования состояния живых систем.

### В философии
Общество, как и любая живая система, представляет собой открытую систему, которая находится в состоянии непрерывного обмена с окружающей его природной средой, обмена веществом, энергией и информацией. Общество обладает более высокой степенью организации, нежели окружающая его среда. И чтобы сохранить себя как целостность, оно должно постоянно удовлетворять свои потребности, в первую же очередь потребности людей, которые имеют объективный и вместе с тем исторически изменчивый характер. Степень удовлетворения этих потребностей — материальных, социальных, духовных — выступает самым наглядным доказательством эффективного функционирования общества как системы. Если минимального удовлетворения потребностей достигнуть не удаётся, то общество ждёт неминуемый распад и гибель.

### В экономике
Предпринимаются попытки переложить концепцию живых систем на управление экономическими субъектами (организациями, комплексами, экономиками. Теоретическая база подобных исследований, как правило, опирается на работы Дж.-Г. Миллера, М. Желены, У. Матураны и др. В России с 2002 г. вопросом исследования живых систем в экономике занимается научная школа «Методологические проблемы эффективности инвестиционно-строительных комплексов как самоорганизующихся и самоуправляемых систем» при Санкт-Петербургском архитектурно-строительном университете. Исследования живых систем в экономике проводятся такими учеными, как Асаул А. Н., Асаул Н. А., Люлин П. Б., Чегайдак А. П. и др. Результаты исследований активно публикуются.